# Sluhy
Sluhy är en ort i Tjeckien.   Den ligger i regionen Mellersta Böhmen, i den centrala delen av landet, 15 km nordost om huvudstaden Prag. Sluhy ligger 192 meter över havet och antalet invånare är 650.
Terrängen runt Sluhy är platt. Runt Sluhy är det ganska tätbefolkat, med 139 invånare per kvadratkilometer. Närmaste större samhälle är Prag, 15,1 km sydväst om Sluhy. Trakten runt Sluhy består till största delen av jordbruksmark.